# Obciążenie próby
Obciążenie próby – uzyskanie próby statystycznej, która nie jest reprezentatywna dla populacji, z której została dobrana. Obciążenie powstaje, gdy próba jest pobierana w taki sposób, że niektóre jednostki z populacji docelowej mają niższe lub wyższe prawdopodobieństwo trafienia do niej. Obciążenie próby może być wynikiem zarówno celowych działań, jak i nieświadomych błędów w procesie doboru próby.